# 孙申田
孙申田（1939年3月23日—），男，汉族，黑龙江呼兰人，中国针灸专家，黑龙江中医药大学主任医师，教授，博士生导师。第四届国医大师。